# Eleição municipal de Jundiaí em 2016
O primeiro turno da eleição municipal de Jundiaí ocorreu em 2 de outubro para eleger um prefeito, um vice-prefeito e 19 vereadores para a administração da cidade paulista. O prefeito titular é Pedro Bigardi, do Partido Social Democrático (PSD), que concorreu à reeleição. As movimentações pré-campanha ocorreram num contexto de crise política envolvendo um pedido de impeachment do segundo mandato da presidente Dilma Rousseff, do PT.
Como nenhum dos postulantes à prefeitura alcançou a margem mínima de 50% acrescido de mais um voto nominal, foi realizado um segundo turno em 30 de outubro, culminando na vitória do deputado estadual Luiz Fernando Machado, do PSDB.

## Regras
No decorrer do ano de 2015, o Congresso Nacional aprovou uma reforma política, que fez consideráveis alterações na legislação eleitoral. O período oficial das campanhas eleitorais foi reduzido para 45 dias, com início em 16 de agosto, o que configurou em uma diminuição pela metade do tempo vigente até 2012. O horário político também foi reduzido, passando de 45 para 35 dias, com início em 26 de agosto. As empresas passaram a ser proibidas de financiarem campanhas, o que só poderá ser feito por pessoas físicas.
A Constituição estabeleceu uma série de requisitos para os candidatos a cargos públicos eletivos. Entre eles está a idade mínima de 21 anos para candidatos ao Executivo e 18 anos ao Legislativo, nacionalidade brasileira, pleno exercício dos direitos políticos, pelo menos um ano de domicílio eleitoral na cidade onde pretende candidatar-se, alfabetização e filiação partidária até o dia 2 de abril de 2016.
A propaganda eleitoral gratuita em Jundiaí começou a ser exibida em 26 de agosto e terminou em 29 de setembro. Segundo a lei eleitoral em vigor, caso o candidato mais votado receber menos de 50% +1 dos votos, é estabelecido o sistema de dois turnos; com a confirmação desta hipótese, a propaganda eleitoral gratuita voltou a ser exibida em 15 de outubro e terminou em 28 de outubro.

## Definição das candidaturas
O prazo para os partidos políticos realizarem as convenções partidárias destinadas à definição de coligações e escolha dos candidatos aos cargos de prefeito, vice-prefeito e vereador iniciou em 20 de julho e encerrou no dia 05 de agosto. Já o prazo para protocolar o registro de candidatura dos escolhidos nas convenções se encerrou em 15 de agosto. Nesta eleição, seis partidos lançaram candidatos à prefeitura jundiaiense.

### Íbis Cruz (PTC)
O Partido Trabalhista Cristão realizou no dia 04 de agosto, quinta-feira, a sua convenção municipal que homologou a candidatura de Íbis Cruz à prefeitura de Jundiaí.
Íbis Pereira Mauro Cruz tem 80 anos, é servidor público aposentado e já foi prefeito de Jundiaí entre 1973 e 1977. Tem como candidata a vice-prefeita a pastora evangélica Arlete Fonseca. Sua chapa não formalizou aliança com nenhum outro partido.

### Luiz Fernando Machado (PSDB)
O Partido da Social Democracia Brasileira realizou no dia 30 de julho, sábado, a sua convenção municipal que homologou a candidatura de Luiz Fernando Machado à prefeitura de Jundiaí.
Luiz Fernando Arantes Machado tem 39 anos e é formado em Direito pelo Centro Universitário Padre Anchieta, em Jundiaí. Em 2004, disputando sua primeira eleição pelo PSDC, conseguiu uma vaga na Câmara Municipal Jundiaiense, sendo o oitavo mais votado naquele pleito, sendo, entre 2006 e 2008, Presidente da casa. Ainda em 2008, já no PSDB, foi eleito vice-prefeito na chapa de Miguel Haddad. Em 2010, foi eleito Deputado Federal, sendo o mais votado do município, com aproximadamente 30% dos votos. Em 2012, foi candidato à prefeitura de Jundiaí, sendo derrotado em segundo turno por Pedro Bigardi, do PCdoB. Em 2014, optou por concorrer a uma vaga na Assembleia Legislativa de São Paulo, sendo eleito com 148.614 votos. Tem como candidato a vice-prefeito o médico e vereador Antônio Pacheco, do PV.
A sua coligação, "Agora é a vez do futuro", é composta por sete partidos: PSDB, PV, PR, PSB, DEM, PTB, PTN e PRP.

### Marilena Negro (PT)
O Partido dos Trabalhadores realizou no dia 05 de agosto, sexta-feira, a sua convenção municipal que homologou a candidatura de Marilena Negro à prefeitura de Jundiaí.
Marilena Perdiz Negro tem 60 anos, é servidora pública no setor de saúde e assistência social e está no seu terceiro mandato como vereadora. Tem como candidato a vice-prefeito o engenheiro eletricista Wilson Ribeiro da Silva, dirigente do Sindicado dos Metalúrgicos de Jundiaí. Sua chapa não formalizou aliança com nenhum outro partido.

### Paulo Taffarello (PSOL)
O Partido Socialismo e Liberdade realizou no dia 04 de agosto, quinta-feira, a sua convenção municipal que homologou a candidatura de Paulo Taffarello à prefeitura de Jundiaí.
Paulo Moraes Taffarello tem 35 anos, é professor de Ensino Superior, mestre em Ciência Política. Tem como candidato a vice-prefeito o empresário Flávio Sardão. Sua chapa não formalizou aliança com nenhum outro partido.

### Pedro Bigardi (PSD)
O Partido Social Democrático realizou no dia 30 de julho, sábado, a sua convenção municipal que homologou a candidatura de Pedro Bigardi à reeleição ao cargo.
Pedro Antônio Bigardi tem 56 anos e é o atual prefeito da cidade de Jundiaí, sendo eleito em 2012. Concorreu à prefeitura em diversas ocasiões: em 1996, 2000 e 2004, ainda filiado no PT, sendo derrotado por Miguel Haddad (1996/2000) e Ary Fossen (2004), ambos do PSDB. Em 2008 foi candidato pelo PCdoB, sendo novamente derrotado pelo tucano Miguel Haddad. Em 2010, foi eleito deputado estadual, e em 2012, é eleito prefeito. Na candidatura à reeleição, terá como candidata a vice-prefeita a empresária Rachel de Marchi, também do PSD.
A sua coligação, “Pra Jundiaí seguir em frente” é formada por nove partidos: PSD, PMDB, PP, PRB, PDT, PROS, PCdoB, PHS e PSDC.

### Ricardo Benassi (PPS)
O Partido Popular Socialista realizou no dia 04 de agosto, quinta-feira, a sua convenção municipal que homologou a candidatura de Ricardo Benassi à prefeitura de Jundiaí.
Ricardo Benassi tem 39 anos, é engenheiro e empresário. É filho de André Benassi, prefeito de Jundiaí entre 1992 e 1996, pelo PSDB. Tem como candidato a vice-prefeito o vereador Enivaldo Freitas, do PSC.
A sua coligação, "Juntos podemos mais" é composta por seis partidos: PPS, PSC, SD, PEN, PTdoB e PPL.

## Candidaturas oficializadas
|  | Nº | Candidato(a) a prefeito | Candidato(a) a prefeito      | Candidato(a) a vice-prefeito | Candidato(a) a vice-prefeito | Coligação | Duração da propaganda eleitoral |
|  | -- | ----------------------- | ---------------------------- | ---------------------------- | ---------------------------- | --- | ------------------------------- |
|  | 36 |                         | Íbis Cruz (PTC)              |                              | Arlete Fonseca (PTC)         | Partido não coligado - Partido Trabalhista Cristão (PTC) | 12 segundos                     |
|  | 45 |                         | Luiz Fernando Machado (PSDB) |                              | Dr. Antônio Pacheco (PV)     | "Agora é a vez do futuro" - Partido da Social Democracia Brasileira (PSDB) - Partido Verde (PV) - Partido da República (PR) - Partido Socialista Brasileiro (PSB) - Democratas (DEM) - Partido Trabalhista Brasileiro (PTB) - Partido Trabalhista Nacional (PTN) - Partido Republicano Progressista (PRP)                                                                                                 | 3 minutos e 27 segundos         |
|  | 13 |                         | Marilena Negro (PT)          |                              | Wilson Ribeiro (PT)          | Partido não coligado - Partido dos Trabalhadores (PT) | 1 minuto e 24 segundos          |
|  | 50 |                         | Paulo Taffarello (PSOL)      |                              | Flávio Sardão (PSOL)         | Partido não coligado - Partido Socialismo e Liberdade (PSOL) | 15 segundos                     |
|  | 55 |                         | Pedro Bigardi (PSD)          |                              | Rachel de Marchi (PSD)       | "Pra Jundiaí seguir em frente" - Partido Social Democrático (PSD) - Partido do Movimento Democrático Brasileiro (PMDB) - Partido Progressista (PP) - Partido Republicano Brasileiro (PRB) - Partido Democrático Trabalhista (PDT) - Partido Republicano da Ordem Social (PROS) - Partido Comunista do Brasil (PCdoB) - Partido Humanista da Solidariedade (PHS) - Partido Social Democrata Cristão (PSDC) | 3 minutos e 43 segundos         |
|  | 23 |                         | Ricardo Benassi (PPS)        |                              | Enivaldo Freitas (PSC)       | "Juntos podemos mais" - Partido Popular Socialista (PPS) - Partido Social Cristão (PSC) - Solidariedade (SD) - Partido Ecológico Nacional (PEN) - Partido Trabalhista do Brasil (PTdoB) - Partido Pátria Livre (PPL) | 57 segundos                     |

## Resultados

### Prefeito
| Candidato(a)                 | Vice                   | 1º turno 2 de outubro de 2016 | 1º turno 2 de outubro de 2016 | 2º turno 30 de outubro de 2016 | 2º turno 30 de outubro de 2016 |
| Candidato(a)                 | Vice                   | Total                         | Percentagem                   | Total                          | Percentagem                    |
| ---------------------------- | ---------------------- | ----------------------------- | ----------------------------- | ------------------------------ | ------------------------------ |
| Luiz Fernando Machado (PSDB) | Antônio Pacheco (PV)   | 94.388                        | 47,02%                        | 116.019                        | 58,58%                         |
| Pedro Bigardi (PSD)          | Rachel de Marchi (PSD) | 53.576                        | 26,69%                        | 82.044                         | 41,42%                         |
| Ricardo Benassi (PPS)        | Enivaldo Freitas (PSC) | 43.861                        | 21,85%                        | Não participaram               | Não participaram               |
| Marilena Negro (PT)          | Wilson Ribeiro (PT)    | 3.837                         | 1,91%                         | Não participaram               | Não participaram               |
| Paulo Taffarello (PSOL)      | Flávio Sardão (PSOL)   | 3.211                         | 1,60%                         | Não participaram               | Não participaram               |
| Íbis Cruz (PTC)              | Arlete Fonseca (PTC)   | 1.888                         | 0,94%                         | Não participaram               | Não participaram               |
| Total de votos válidos       | Total de votos válidos | 200.761                       | 83,29%                        | 198.063                        | 85,47%                         |
| Votos em branco              | Votos em branco        | 11.653                        | 4,83%                         | 8.201                          | 3,54%                          |
| Votos nulos                  | Votos nulos            | 28.632                        | 11,88%                        | 25.465                         | 10,99%                         |
| Total                        | Total                  | 241.046                       | 83,04%                        | 231.729                        | 79,83%                         |
| Abstenções                   | Abstenções             | 49.232                        | 16,96%                        | 58.549                         | 20,17%                         |
| Total de inscritos           | Total de inscritos     | 290.278                       | 100%                          | 290.278                        | 100%                           |

| Partido | Partido | Candidato             | Votos   | Votos (%) |
| ------- | ------- | --------------------- | ------- | --------- |
|         | PSDB    | Luiz Fernando Machado | 94 388  | 47,02%    |
|         | PSD     | Pedro Bigardi         | 53 576  | 26,69%    |
|         | PPS     | Ricardo Benassi       | 43 861  | 21,85%    |
|         | PT      | Marilena Negro        | 3 837   | 1,91%     |
|         | PSOL    | Paulo Taffarello      | 3 211   | 1,6%      |
|         | PTC     | Íbis Cruz             | 1 888   | 0,94%     |
| Totais  | Totais  | Totais                | 200 761 |           |

| Partido | Partido | Candidato             | Votos   | Votos (%) |
| ------- | ------- | --------------------- | ------- | --------- |
|         | PSDB    | Luiz Fernando Machado | 116 019 | 58,58%    |
|         | PSD     | Pedro Bigardi         | 82 044  | 41,42%    |
| Totais  | Totais  | Totais                | 198 063 |           |

### Composição Câmara
|                    |                    |                             |                             |                             |                             |                             |
| Partido            | Partido            | Câmara Municipal de Jundiaí | Câmara Municipal de Jundiaí | Câmara Municipal de Jundiaí | Câmara Municipal de Jundiaí | Câmara Municipal de Jundiaí |
| Partido            | Partido            | Votos                       | %                           | Assentos                    | % de assentos               | +/–                         |
|                    | PSDB               | 28.561                      | 14,09%                      | 3                           | 14,55%                      | Estável                     |
|                    | PR                 | 17.639                      | 8,70%                       | 2                           | 14,55%                      | 1                           |
|                    | PSD                | 17.248                      | 8,51%                       | 2                           | 10,91%                      | Novo                        |
|                    | PTB                | 13.822                      | 6,82%                       | 2                           | 9,09%                       | Estável                     |
|                    | PPS                | 13.434                      | 6,63%                       | 2                           | 7,27%                       | 1                           |
|                    | PV                 | 14.349                      | 7,08%                       | 1                           | 5,45%                       | 1                           |
|                    | PROS               | 12.338                      | 6,09%                       | 1                           | 5,45%                       | Novo                        |
|                    | PSB                | 11.894                      | 5,87%                       | 1                           | 5,45%                       | Estável                     |
|                    | PHS                | 11.528                      | 5,69%                       | 1                           | 5,45%                       | 1                           |
|                    | PP                 | 9.370                       | 4,62%                       | 1                           | 3,64%                       | Estável                     |
|                    | PMDB               | 6.619                       | 3,27%                       | 1                           | 3,64%                       | Novo                        |
|                    | PRB                | 4.302                       | 2,12%                       | 1                           | 3,64%                       | Estável                     |
|                    | PDT                | 3.628                       | 1,79%                       | 1                           | 1,82%                       | Estável                     |
| Votos Válidos      | Votos Válidos      | 202.707                     | 84,09%                      | 19                          | 100%                        |                             |
| Votos brancos      | Votos brancos      | 14.299                      | 5,93%                       |                             |                             |                             |
| Votos nulos        | Votos nulos        | 24.040                      | 9,97%                       |                             |                             |                             |
| Total              | Total              | 243.456                     | 83,04%                      |                             |                             |                             |
| Abstenção          | Abstenção          | 49.232                      | 16,96%                      |                             |                             |                             |
| Total de inscritos | Total de inscritos | 290.278                     | 100%                        |                             |                             |                             |

### Vereadores Eleitos
| Candidato(a)          | Partido | Nº    | Votação | Votação     |
| Candidato(a)          | Partido | Nº    | Total   | Porcentagem |
| --------------------- | ------- | ----- | ------- | ----------- |
| Gustavo Martinelli    | PSDB    | 45045 | 7.217   | 3,56%       |
| Leandro Palmarini     | PV      | 43043 | 4.331   | 2,14%       |
| Dr. Wagner Ligabó     | PPS     | 23333 | 4.036   | 1,99%       |
| Paulo Sérgio Martins  | PPS     | 23000 | 3.855   | 1,90%       |
| Marcelo Gastaldo      | PTB     | 14613 | 3.321   | 1,64%       |
| Márcio Pentecoste     | PMDB    | 15333 | 3.267   | 1,61%       |
| Adriano Santana       | PR      | 22100 | 2.965   | 1,46%       |
| Rogério Ricardo Silva | PHS     | 31250 | 2.849   | 1,41%       |
| Romildo Antônio       | PR      | 22000 | 2.750   | 1,36%       |
| Valdeci Vilar Matheus | PTB     | 14123 | 2.688   | 1,33%       |
| Cristiano Lopes       | PSD     | 55000 | 2.669   | 1,32%       |
| Douglas Medeiros      | PP      | 11777 | 2.632   | 1,30%       |
| Cícero Camargo        | PROS    | 90015 | 2.613   | 1,29%       |
| Pastor Roberto Conde  | PRB     | 10123 | 2.497   | 1,23%       |
| Antônio Carlos Albino | PSB     | 40000 | 2.345   | 1,16%       |
| Edicarlos Vieira      | PSD     | 55777 | 2.257   | 1,11%       |
| Arnaldo Moraes        | PDT     | 12007 | 2.184   | 1,08%       |
| Rafael Antonucci      | PSDB    | 45111 | 1.792   | 0,88%       |
| Faouaz Taha           | PSDB    | 45011 | 1.568   | 0,77%       |